# Colin Carruthers
Colin Carruthers, född 17 september 1890 i Agincourt, död 10 november 1957 i Kingston, var en brittisk ishockeyspelare. Han blev olympisk bronsmedaljör i Chamonix 1924 och kom på fjärde plats fyra år senare i Sankt Moritz 1928. 

## Meriter
- OS-brons 1924